# E-mail
Az „email” alak átirányítás erre az oldalra. Amennyiben a zománcfajtát keresed, kattints a linkre.

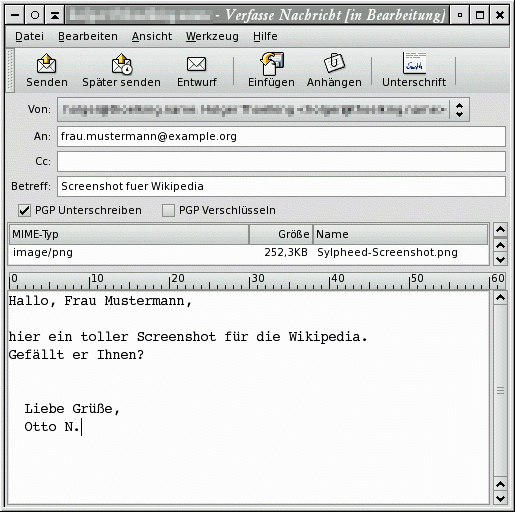
Elektronikus levél, a fogadó e-mail-címe: frau.mustermann@example.org

Az e-mail vagy ímél az angol electronic mail kifejezésből származik, ami „elektronikus posta”-ként vagy „villanyposta”-ként fordítható le, de egy időben használatban volt a drótposta és villámposta kifejezés is. A magyar helyesírás szabályai 12. kiadásának szótára már tartalmazza az ímél írásmódot. Az elnevezés utal az írás és továbbítás módjára, amely teljes egészében elektronikus úton megy végbe. A hagyományos levéltovábbítást úgynevezett csigaposta (angolul: snail mail) néven emlegetik internetes körökben. A mai e-mail-rendszerek szinte kivétel nélkül az internetet használják közvetítőnek, és ezáltal az e-mail az internet használatának egyik legkedveltebb formája lett.
A magyar nyelvben (és még sok másban) kétféle jelentéssel is bír az e-mail kifejezés:
- az eredeti jelentése a postához hasonló elektronikus üzenetkézbesítési szolgáltatás, valamint ezen túl a gyakorlatban
- az általa (e-mailen mint postán) továbbított (elektronikus) üzenetet, levelet (angolul message) is értjük alatta.

## E-mail az internet előtt
Az e-mail előbb keletkezett, mint az internet maga. Valójában a már létező e-mail-rendszerek adták az internet megteremtéséhez szükséges eszközöket.
Az e-mail története 1965-ben kezdődött, amikor egy időosztásos nagyszámítógép (mainframe) több felhasználója közötti kommunikációt biztosította. Feltételezhető, hogy az első ilyen rendszerek az SDC, a Q32 és a MIT CTSS-ek voltak.
Az e-mail nagyon hamar hálózati e-maillé fejlődött, lehetővé téve a felhasználóknak, hogy több gépen keresztül küldhessenek üzeneteket. Talán az AUTODIN amerikai katonai hálózat volt az első, amely 1966-tól lehetővé tette szöveges üzenetek küldését különböző számítógépek felhasználói között, de az is lehetséges, hogy a SAGE rendszer is rendelkezett valami hasonlóval korábban.
Az ARPANET számítógépes hálózat jelentősen megnövelte az e-mail népszerűségét. Egy angol nyelvű híradás (Mail history; A levél történelme) ír a rendszeren belüli e-mail továbbításának első próbálkozásairól, röviddel annak létrejövetele után 1969-ben.
A @ jel (kukac) használatát a felhasználó nevének, illetve számítógépe azonosítójának elválasztására, Ray Tomlinson 1972-ben vetette fel. Korai e-mail-programjai, az SNDMSG és a READMAIL nagyon fontos lépések voltak a mai e-mail-forma kialakulásában.
Mivel nem minden számítógép és hálózat volt egymással közvetlen összeköttetésben, az e-mail a számítógépek között egységesített protokoll, például a UUCP segítségével került továbbításra, az e-mailnek tehát tartalmazni kellett az üzenet útját, ami nem más, mint a küldő számítógépe és fogadó számítógépe közötti útleírás. Így az e-mail átküldhető lett többféle hálózaton is, mint például az ARPANET, a BITNET és az NSFNET, valamint nagygépes (mainframe vagy host) hálózatokon, melyek az UUCP segítségével kapcsolódtak.
Az út az úgynevezett „bang path” címek segítségével volt leírható, melyek megadták az ugrások (angolul: hop) neveit a ! jel (felkiáltójel) segítségével választva el egymástól. Az egyes ugrásokat „bang sign”-nak nevezték. Egy példa a címzésre: …!bigsite!foovax!barbox!me ez alapján az e-mail útja, a bigsite (általában egy nagy és mindenki által elérhető) helyen keresztül a foovax, majd a barbox nevű számítógépen a me felhasználó, mint végcél. 8-10 lépésből álló utak száma nem volt ritka még 1981 körül. A késő éjszakai telefonos UUCP-kapcsolatok miatt nem volt ritka az sem, hogy egy-egy e-mail akár egy héttel később érkezett csak meg, de az is előfordult, hogy az üzenetek elvesztek az ugrások útvesztőjében.

## Modern internetes e-mail
Manapság szinte minden e-mail közvetlenül az internethez kapcsolódó gépekre érkezik, DNS, MX-rekord és SMTP segítségével. Nagyon kevés mailkiszolgáló engedélyezi az útdefiniálást (routing), akár automatikusat, akár kézit, az ezzel való visszaélések miatt. (Lásd: spam.)
A modern internetes e-mail-cím egy karaktersorozat a következő formában: jkovacs@cegneve.hu. Az első rész a személy felhasználóneve, a második annak a számítógépnek a neve, amelyiken az adott személynek e-mail postafiókja van.
Az e-mail üzenetek formátumát az RFC 2822 definiálja.
Az internetes e-mail üzenetek tipikusan két fő részből állnak:
- Fejléc (header) – az üzenet rövid tartalma, a küldő címe, a fogadó címe, egyéb információk az e-mailről;
- Törzs (body) – maga az üzenet, általában a végén egy aláírással.

A fejlécek általában tartalmazzák az alábbi négy mezőt:
1. Feladó (from) – a feladó e-mail-címe;
2. Címzett (to) – a fogadó e-mail-címe;
3. Tárgy (subject) – a levél rövid leírása;
4. Dátum (date) – a helyi idő és dátum, amikor az üzenetet elküldték.

A címzett (to) mező nem feltétlenül tartalmazza a címzett e-mail-címét. Az információ, amely a fejlécben megjelenik, érdemben hasonlít a postai levél címzéséhez. Az aktuális információt, hogy kinek volt címezve az e-mail, a postát kezelő számítógép (levélkiszolgáló; mail-server) eltávolítja, miután az e-mailt „behelyezi” a megfelelő postafiókba.
A fejléc ezenkívül az alábbi mezőket tartalmazhatja még:
1. Másolat (Cc) – angolul carbon copy. A név az írógépek korszakából származik, amikor is indigóval készítették a másolatokat;
2. Rejtett másolat (Bcc) – angolul blind carbon copy – a Bcc-ben szereplő címzettek nem látszanak, tehát ha a rejtett másolatot küldünk A-nak és B-nek, akkor A nem fogja tudni, hogy B is megkapta ugyanazt a levelet;
3. Válaszcím (Reply-To) – általában a feladó e-mail-címe található meg itt, de egyes levelezőprogramok megengedik eltérő e-mail-cím megadását is;
4. Megérkezés (Received) – a postát kezelő számítógépek (levélkiszolgálók) jegyzik be magukat ebbe a listába, ez alapján tehát visszakövethető, milyen úton jutott el az e-mail a feladótól a címzettig;
5. Content-Type – az üzenet típusát tartalmazza, az úgynevezett MIME definíció alapján.

## Üzenetek és postafiókok
Az üzenetek, számítógépek között, az SMTP (angolul: Simple Mail Transfer Protocol) típusú kapcsolat és a Sendmailhez hasonló programok segítségével kerülnek továbbításra. A felhasználók üzeneteiket POP, illetve IMAP típusú kapcsolatok segítségével töltik le a kiszolgálókról. Nagyobb vállalati rendszereknél előfordulnak ettől eltérő típusú megoldások is, mint például a Lotus Notes vagy a Microsoft Exchange.
Az üzenetek vagy a kiszolgálón, vagy az ügyfélen (általában a felhasználói oldalt értjük ez alatt) tárolódnak. A szabványos postafiók-formátumok a Maildir és az mbox. Természetesen vannak ettől eltérő postafiók formátumok, melyek közötti üzenetátvitel csak „átalakító” programok segítségével oldható meg. (Példa: A rendszer postafiókrendszere PA, míg B rendszer postafiókrendszere „PB”; ahhoz, hogy PA és PB között közvetlenül kicserélhető lehessen a postafiókok tartalma, ezeket olyan formátumúvá kell konvertálni egy harmadik programmal, melyet mindkettő megért.)

## Az e-mail-tartalom kódolása
Az e-mail alapvetően csak 7 bites ASCII szöveg (128-féle betű, szám, illetve jel) átvitelére alkalmas. Vannak ugyan e-mail-rendszerek, melyek 8 bites kódolást (256-féle betű, szám, illetve jel) is megengednek, azonban ez nem garantált. Ezért az e-mailt továbbfejlesztették a MIME szabvánnyal, amely segítségével lehetőség nyílik bináris adatok (képek, hangok stb.) és HTML továbbítására mellékletekként.

## Csatolmányok
Az e-mailhez különböző mellékletek csatolhatók, így könnyen küldhető szövegfájl, kép vagy videó is.
Egy videó-e-mail nagyon hasonlít a szöveges üzenetküldéshez, kivéve, hogy az videót (is) tartalmaz. A videóüzenet-küldő rendszer bizonyos ideig vagy bizonyos számú letöltésig hozzáférést biztosít a rögzített üzenetekhez a kijelölt szolgáltatónál. A felhasználó (címzett) ugyanazon a szolgáltatón keresztül elérheti az üzenetet, az e-mailben kapott link segítségével, a világ bármely pontjáról. A feladó rögzíti az üzenetet webkamera felhasználásával vagy más eszközzel, és feltölti a videóközvetítő rendszerbe. A címzettnél ezután eredményesebben elérheti, hogy válaszoljon az üzenetre. Az üzenet lehet személyes vagy üzleti, elküldheti egy vagy több személynek attól függően, hogy a videóüzenet-szolgáltatói csomag hány üzenet küldésére ad lehetőséget. A videó-e-mail küldése két alapvető lépésből áll: készíteni kell egy videót, a rendszeren belül, vagy feltölthetünk már előre elkészített videó(ka)t is, majd egy előre elkészített háttér kiválasztása után elküldjük. Annak érdekében, hogy a rendszeren belül videóüzenetet tudjon létrehozni, rendelkeznie kell kamerával és mikrofonnal.

## Levélszemét
Az e-mail használhatóságát jelentősen csökkentik a nagy számban érkező kéretlen, rosszindulatú, ill. téves levelek. A több száz aktív „szemetelő” miatt az átlagfelhasználó napi tíz vagy akár száz ilyen levelet is kaphat az elektronikus postaládájába. Mivel az e-mail-küldés költségei igen alacsonyak, a „szemetelők” napi több százmillió e-mailt küldenek szét, ami jelentősen csökkenti e kommunikációs forma hatékonyságát. Kapcsolódó fogalom a lényegtelen, sokszor örökre olvasatlan levelekre a bacn.
A levélszemét ellen különböző levélszemét szűrő programokkal lehet védekezni. A gyakrabban használtak:
- SpamAssassin: Perlben írt nyílt forráskódú program;
- ASSP: közösségi spam szűrő szerver;
- dspam: nagy teljesítményű szűrő.

A legtöbb vírusirtó cég kínál kereskedelmi megoldást a problémára.
A levélszemét tipikus tartalmakkal rendelkezik, amelyek gyakran keveredve jelennek meg:
- Legnagyobb számú a kéretlen kereskedelmi hirdetés, a szoros értelemben vett spam
- Az e-mail-férgek (worm) e-maileket használnak saját maguk sokszorosítására és bejuttatására sérülékeny rendszerekbe. Bár a legelső e-mail-féreg, a Morris-féreg UNIX-rendszereket támadott meg, ez a probléma mára szinte kizárólag a Microsoft Windows rendszerek velejárója.
- Az e-mailek csatolmányában álcázott számítógépes vírusok lapulhatnak.
- Levélszemétnek minősülnek azok a – kéretlen – levelek, amelyek levelező listáról származnak, és tartalmukra nem számít a feliratkozott felhasználó.
- Előfordul, hogy valakinek a címe hasonlít egy népszerű címre, vagy csak nagyon egyszerű, így tévedésből neki küldenek leveleket.
- A kifejezetten banki, pénzügyi vagy egyéb visszaélésre ún. adathalászatra küldött e-mailek feladói - megtévesztésül – valós, megbízható címekhez hasonló címről küldik kártékony leveleiket. Csalók, sokszor a gyanútlan emberek jóindulatát vagy nyereségvágyát kihasználva, küldözgetnek e-maileket, főként a harmadik világból, megható vagy nagy örökséggel kecsegtető, előzetesen pénzt igénylő történetek előadásával.

Az Amerikai Egyesült Államok és az Európai Unió egyaránt megpróbálnak e problémák ellen törvényekkel védekezni.

## Szolgáltatók
E-mail szolgáltatásokat nyújthat bármely webszerver; nyilvános, országos- vagy világhálózat, pl. Yahoo!, Gmail, Freemail, Hotmail, Citromail, Mailbox stb.